# Soulive
Soulive er et jazzband fra Woodstock i USA.

## Diskografi
- 2005 – Break Out
- 2005 – Steady Groovin
- 2003 – Turn It Out Remixed
- 2003 – Soulive (Live)
- 2002 – Next
- 2001 – Doin' Something
- 1999 – Turn It Out
- 1999 – Get Down!